# Todier
Todier er en familie af tropiske fugle i ordenen skrigefugle. Der er kun en slægt, Todus, med fem arter.
Familie Todier Todidae
- Cubatodi, Todus multicolor
- Brednæbbet todi, Todus subulatus
- Hispaniolatodi, Todus angustirostris
- Jamaicatodi, Todus todus
- Puerto Rico-todi, Todus mexicanus